# Градище (Краево)
Вижте пояснителната страница за други значения на Градище.
Градище е средновековна крепост, която се намира на 1,7 km югозападно по права линия от село Краево, община Ботевград.
Крепостта е издигната на високото конусовидно възвишение Градище. Всичките му страни са много стръмни с изключение на югозападната, от където чрез тясна седловина се достига до крепостта. Седловината е преградена с вал, който е дълъг 18 m, а зад него е издълбан ров. Вероятно е върху вала да е имало дървена палисада. Веднага след рова започва крепостната стена.
Крепостта има неправилна форма, която следва конфигурацията на терена с максимална дължина 93 m, максимална ширина 42 m и площ 2,8 декара. Обекта е с двойна крепостна стена и донжон. Вътрешното укрепление е с площ от 1,8 декара и е със североизточен наклон. На най-високата точка на хълма, в най-западната част на вътрешната крепост е разположена голяма правоъгълна кула – донжон, която е с приблизителни размери 10 на 4,5 m и е представлявала последната отбранителна точка на крепостта. От тази кула в североизточна и югоизточна посока започват стените на вътрешната крепост, която е с трапецовидна форма. На източната стена се забелязват следите от три кръгли кули, като две от тях са ъглови за укреплението. Кулите са с диаметър от 3 m. На северозападната стена се забелязва една полукръгла кула, а на югозападната само един бастион с неопределена форма. От юг и югоизток възвишението е почти отвесно и изграждането на кули от тези страни не е било необходимо. Крепостта е била гъсто застроена.
Външната крепостна стена загражда укреплението от сравнително достъпните югозападна, северозападна и запада страни. На около 15 m западно от североизточния ъгъл на вътрешната крепост, външната крепостна стена се отделя от основната стена и продължава в подножието на склона, докато основната стена се изкачва по него в посока към донжона. Входът на крепостта не си личи, вероятно се намира между двете правоъгълни кули. Стените на укрепленията са градени от полуобработени камъни, които са обилно споени с бял хоросан с примес от пясък. Стените са с дебелина около 1,75 m, като тези на протейхизмата са по-тънки, около 1,2 m. На много места се наблюдават следи от пожар върху разсипаните камъни, което свидетелства за трагичния край на тази българска твърдина. Западно от крепостта се наблюдава трасето на стар път. Като цяло крепостта не е използвана за добив на строителен материал и останките от сградите и стените ѝ са разпилени по склоновете на възвишението.
По начина на изграждане и своята планировка Градище е идентично със средновековните крепости „Лозенско Градище“, „Батил“, „Боженишки Урвич“ и „Равуля кале“.